# Loreta Kullashi
Loreta Kullashi (*  20. Mai 1999 in Helsinki, Finnland) ist eine schwedische Fußballnationalspielerin. Sie spielt seit 2023 für den US Sassuolo Calcio, an den sie vom FC Rosengård ausgeliehen wurde, mit dem sie 2021 die Meisterschaft und 2022 das Double in Schweden gewann.

## Karriere
Loreta Kullashi wurde in Helsinki mit kosovo-albanischer Abstammung geboren. Im Alter von fünf Jahren zog sie mit ihren Eltern nach Schweden und wuchs in Halmstad auf, wo sie mit dem Fußballspielen zusammen mit ihrem Bruder begann. Im August 2024 wechselte sie zu Inter Mailand. Nachdem sie dort sieben Mal nur auf der Bank gesessen hatte, wurde sie im Januar 2025 bis zum Saisonende an den Ligakonkurrenten SSD Napoli Femminile ausgeliehen, wo sie zu 13 Einsätzen kam.

### Verein
Kullashi spielte erstmals 2014 für AIK in einem Pokalspiel. 2015 bestritt sie für AIK sechs Spiele in der ersten Liga und drei Pokalspiele, in denen sie drei Tore erzielte. Am Ende der Saison stieg AIK aber als Tabellenletzter ab. 2016 konnte sie in der Elitettan in 20 Spielen 15 Tore erzielen, als Tabellensiebter gelang aber nicht der Wiederaufstieg. 2017 wechselte sie nach 12 Spielen mit neun Toren in der laufenden Saison zum Erstligisten  Eskilstuna United. Hier konnte sie in zehn Spielen noch sechs Tore erzielen und mit ihrem neuen Verein den dritten Platz erreichen. 2018 hatte sie in der kompletten Saison nur elf Einsätze, danach war sie aber Stammspielerin. Im August 2021 wechselte sie zum Rekordmeister FC Rosengård und gewann mit ihm ihre erste Meisterschaft, schied aber in der Qualifikation zur UEFA Women’s Champions League 2021/22 gegen die Frauen des TSG 1899 Hoffenheim nach einer 0:3-Heimniederlage und einem 3:3 im Rückspiel aus, bei dem sie das letzte Tor erzielte. 2022 wurde der Titel in Schweden verteidigt. In der UEFA Women’s Champions League 2022/23 erreichte sie mit Rosengård die Gruppenphase, in der aber alle Spiele verloren wurden. Bei der 1:2-Niederlage gegen Bayern München im ersten Gruppenspiel hatte sie ihre Mannschaft mit 1:0 in Führung gebracht.
Im September 2023 wurde sie an US Sassuolo Calcio ausgeliehen.

### Nationalmannschaft
Kullashi durchlief die schwedischen U-Nationalmannschaften ab der U-16, wobei sie in einigen Jahren für zwei Jahrgänge – je nach Turnieransetzung – spielte.
Mit der U-20-Mannschaft nahm sie an der U-20-Fußball-Weltmeisterschaft der Frauen 2016 teil, wobei sie die jüngste Spielerin im schwedischen Kader war. Die Schwedinnen konnten aber nur gegen Gastgeber Papua-Neuguinea gewinnen, wobei sie nicht eingesetzt wurde. Da sie das erste Spiel gegen den späteren Weltmeister Nordkorea verloren hatten und im letzten Spiel gegen Brasilien nur ein 1:1 erreichten, schieden sie aufgrund der schlechteren Tordifferenz als Dritte hinter den Südamerikanerinnen aus.
Am 18. Januar 2018 debütierte sie beim 3:0-Sieg gegen Südafrika in der schwedischen A-Nationalmannschaft. Sie wurde in Kapstadt zur zweiten Halbzeit eingewechselt und erzielte kurz nach dem Wiederanstoß das zweite und in der 69. Minute das dritte Tor für ihre Mannschaft. Beim Algarve-Cup 2018 hatte sie einen 90-minütigen Einsatz beim 1:1 gegen Südkorea. Zudem hatte sie einen Kurzeinsatz beim 3:1 gegen Kanada. Das Finale gegen die Niederlande konnte wegen der Wetterbedingungen nicht durchgeführt werden, so dass beide Mannschaften zum Sieger erklärt wurden. Für die WM 2019 wurde sie nicht nominiert. In der Qualifikation für die EM 2022 hatte sie drei Kurzeinsätze, in denen ihr beim 5:0 gegen Ungarn in der sechsten Minute das Nachspielzeit ihr erstes Pflichtspiel-Tor gelang.
2021, 2022 und 2023 wurde sie nur in der U23-Mannschaft eingesetzt.

## Erfolge
- Algarve-Cup-Siegerin 2018 (zusammen mit den Niederlanden[11])
- Schwedische Meisterin 2021 und 2022
- Schwedische Pokalsiegerin 2022